# La Velada del Año
La Vetllada de l’any és un esdeveniment esportiu i cultural organitzat i promocionat, principalment, pel l'streamer Ibai Llanos. 
Se n’han celebrat 5 edicions, la primera el 26 de maig del 2021, la segona el 25 de Juny de 2022, ambdues van ser a Barcelona, Catalunya. La primera es va dur a terme en privat entre figures públiques del món del streaming i la segona es va fer al Pavelló Olímpic de Badalona on la gent pagava per presenciar-ho en directe.

## Primera edició (2021)
La primera edició es va disputar el 26 de maig del 2021, a un recinte privat de l’àrea de Barcelona.
L'accés al recinte era limitat per a personatges públics del món de l’entreteniment, i es va convertir durant la seva emissió en el segon directe de Twitch amb més espectadors simultanis (1.502.295), albergant actualment el quart lloc.

### Combats
Future vs Torete
Aquest primer combat es donava a terme entre dos boxejadors experimentats. Torete tot i tenir desavantatge d’alçada, va sorprendre amb el cardio i la velocitat en la que es desplaçava pel ring. Un cop va arraconar a Future en el corner, Future no s'havia com sortir d’aquella situació, tot i que l’entrenador es podia escoltar de fons cridant-lo donant-li informació en el directe.
Reven vs ElMillor
En el segon combat s'enfrontaven el català, Antonio Pino “Reven”, contra el també català, resident a Andorra, Elm Chertó “ElMillor”, enfrontament desigualat en altura cal destacar ja que en aquest esport l’alçada juga molta importància i en aquest cas ElMillor destacava al ser més alt i corpulent.
No obstant això, després de disputar 5 rondes de 5 complertes, el guanyador per unanimitat arbitral va ser Antonio Pino “Reven”.
Jägger vs Viruzz
Últim combat de l’edició, i el més esperat, a la cantonada vermella, el madrileny Alberto Redondo “MrJagger”, i a la cantonada blava, Victor Mélida “Viruzz”. Va ser l’enfrontament més intens de la nit, exhibició pura i dura entre els creadors de contingut online. MrJagger va donar sense voler un cop il·legal en la zona privada del seu contrincant Viruzz, deixant-l'ho tocat per la resta del combat 
El guanyador per punts, va ser MrJagger després d’una dominació total en el tercer round.

## Segona edició (2022)
La segona edició es va disputar el 25 de juny de 2022, al recinte del palau olímpic de Badalona.
El esdeveniment constava d’una alternança entre concerts i esdeveniments esportius. A diferencia de la primera edició, aquesta vegada hi havia 12.000 persones de públic i es va retransmetre via Twitch, arribant a un màxim de 3.356.074 espectadors simultanis a reu del món.
Aquesta edició consta de la següent programació amb una durada de 5h i 38min: 
- Combat Núm. 1 Spursito vs Carola:

La persona que va guanyar aquest combat va ser Spursito a la 3a ronda tot i que va ser un combat amb estils molt similars que va dur a un combat molt equilibrat.
- Concert Núm. 1 Rels B

- Combat Núm. 2 Paracetamor vs Arigameplays

La persona que què va guanyar aquest combat va ser Arigameplays. Va ser un combat amb molta energia per totes dues parts, un inici molt intens on després la mexicana Arigameplays sabia combinar els cops.
- Concert Núm. 2 Nicky Nicole

- Combat Núm. 3 Viruzz vs Momo

La persona que què va guanyar aquest combat va ser Viruzz. Combat bastant desigualat des d’un principi degut a la diferencia d’altura i qualitat de la indumentària. Va finalitzar per petició arbitral després de l'hemorràgia de Momo.
- Concert Nº 3 Duki

- Combat Nº 4 Luzu vs Lolito

La persona que va guanyar aquest combat va ser Lolito, ja que, per desgràcia, Luzu es va lesionar unes poques setmanes abans a la zona del bessó i va haver de ser atès per els metges després d’acabar la primera ronda del combat.
- Concert Nº 4 Quevedo

- Combat Nº 5 Bustamante vs Jägger

La persona que què va guanyar aquest combat va ser Jagger. Bustamante tot i tenir experiència prèvia, llençava cops a l’aire o fora de temps. Jagger va guanyar per molta avantatge, on va deixar a Bustamante sagnant en la zona nasal i part de la boca.
- Concert Nº 5 Bizzarap

- Entrevista ElRubius i Auronplay. Primer Auronplay va donar les seves prediccions d’alguns dels combats que quedaven. I ElRubius va aprofitar per desafiar al streamer canadenc “XQC” per la pròxima edició de la Vetllada de l’Any 3.

## Tercera edició (2023)
La tercera edició de La Velada de l'Any es va disputar l'1 de juliol del 2023 a l'Estadi Metropolità de Madrid, amb capacitat per a 68.456 espectadors.